# In Kyo-don
Dans ce nom coréen, le nom de famille, In, précède le nom personnel.
Pour les articles homonymes, voir In.
In Kyo-don (en coréen : 인교돈), né le 27 juin 1992 à Incheon, est un taekwondoïste sud-coréen dans la catégorie super-lourds (+87 kg).
Il a remporté plusieurs grand prix dans sa catégorie à partir des années 2017 dont une médaille d'or au Grand Slam de 2017. Il est champion d'Asie  en 2016 et en 2018 et obtient une médaille de bronze aux championnats du monde de taekwondo 2017.
En 2021, il obtient une médaille de bronze olympique aux jeux de Tokyo dans la catégorie +80kg, battu par le Macédonien Dejan Georgievski en demi-finale.